# آلبر ماله
آلبر ماله (به فرانسوی: Albert Malet) تاریخ‌نگار فرانسوی و مؤلف کتابهای درسی تاریخ، زاده ۳ مه ۱۸۶۴ در کلرمون فران و درگذشته ۲۵ سپتامبر ۱۹۱۵ در جنگ جهانی اول در تلوس (به فرانسوی: Télus) از توابع پا-دو-کاله واقع در شمال فرانسه.

## زندگی‌نامه

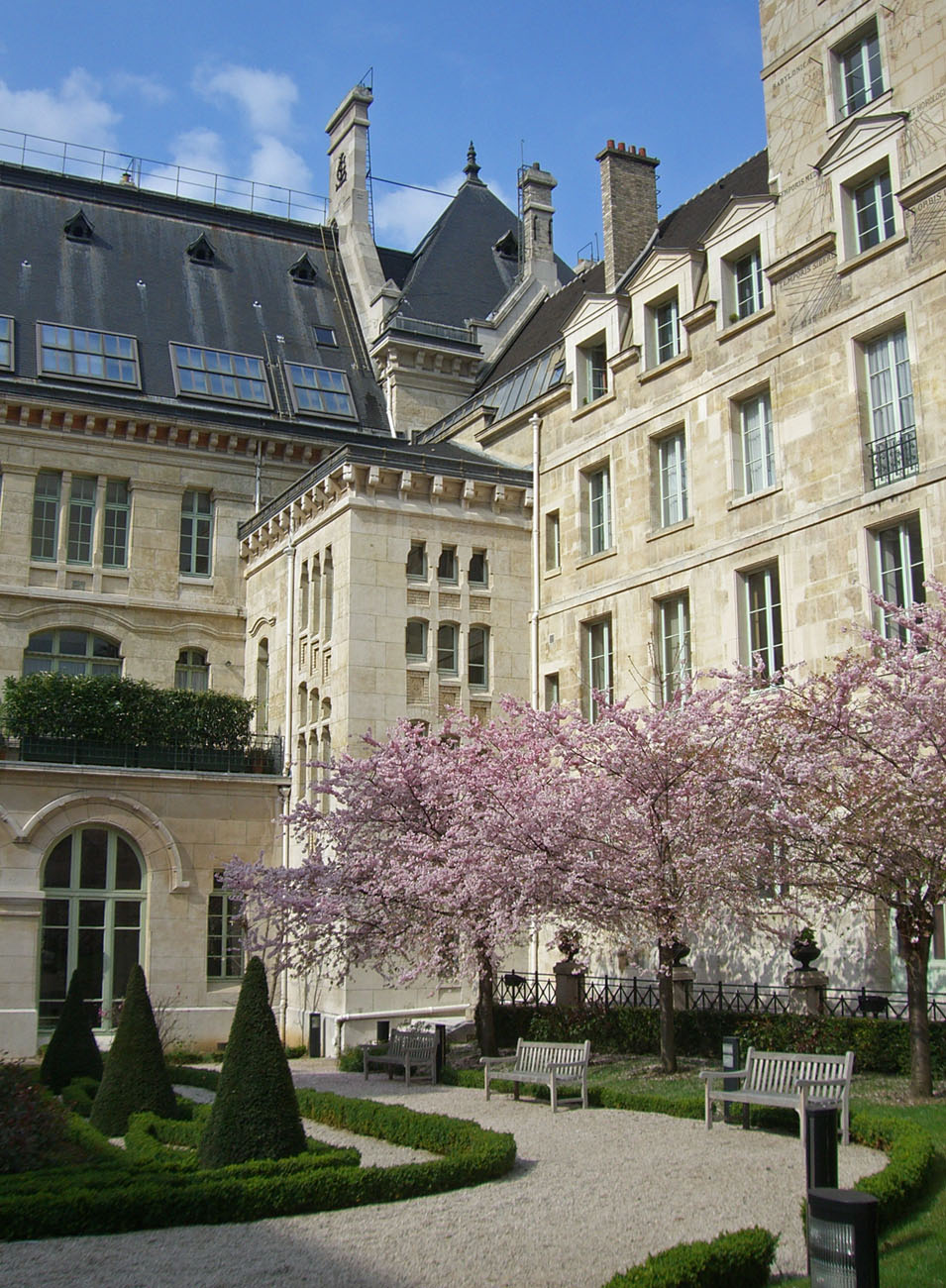
مرکز Cour d'Honneur (حیاط خلوت اصلی) که ماله در آنجا تدریس کرد

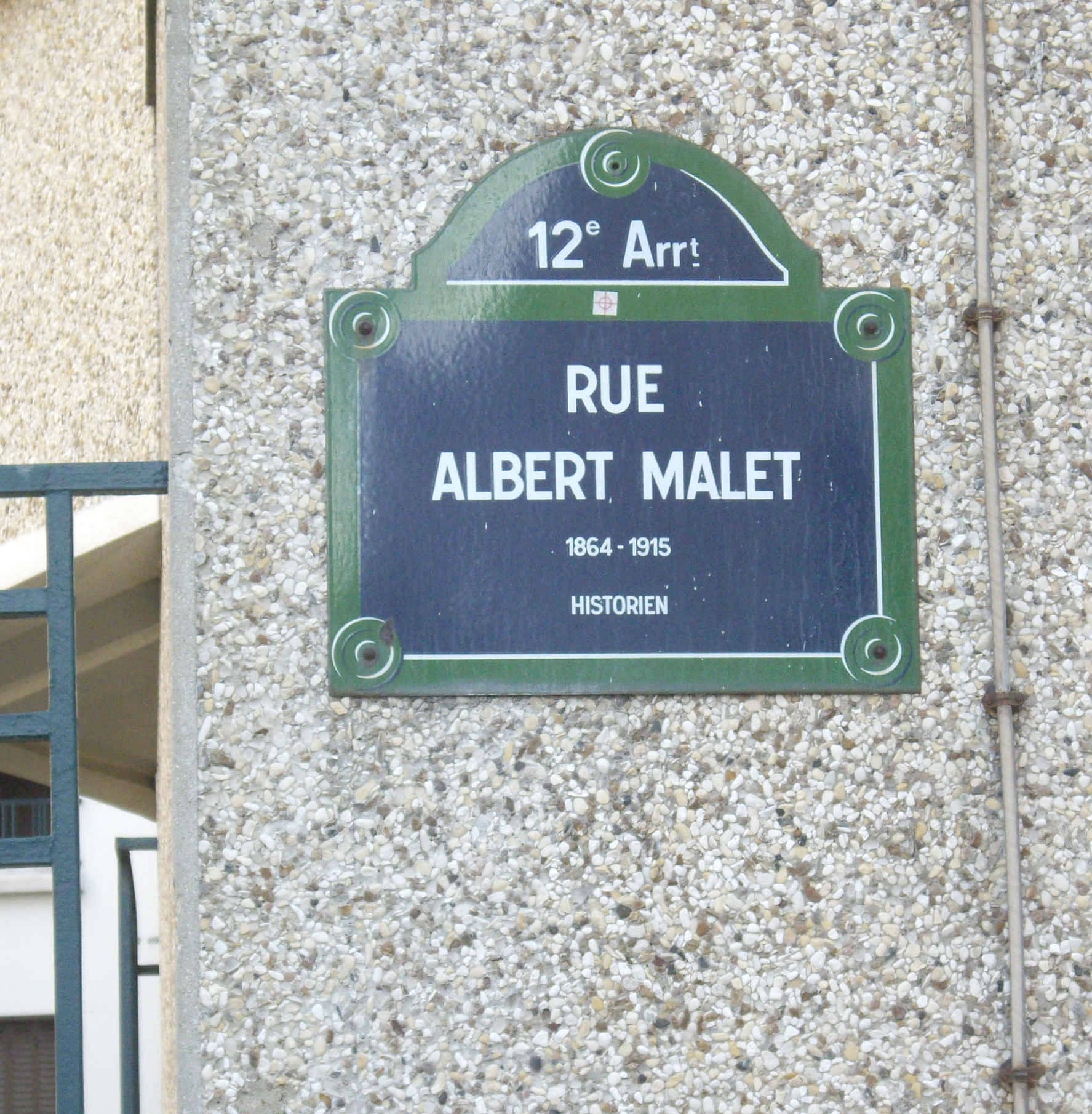
پلاک یادبود در خیابانی به اسم آلبر ماله در پاریس

آلبر ماله در روز ۳ مه ۱۸۶۴ در شهر کلرمون فران زاده در خانواده‌ای کاتولیک متولد شد و دوران کودکی و جوانی خود را در این شهر گذراند. او پس از اینکه نتوانست در کنکور ورودی مدرسه نظامی سن-سیر مشهورترین مدرسهٔ عالی نظامی فرانسه پذیرفته شود، جذب رشتهٔ تاریخ و جغرافی شد و در ۱۸۸۹ به کسب دانشنامه نائل آمد و بلافاصله به عنوان دبیر در دبیرستانهای پاریس از جمله در دو دبیرستان مشهور ولتر و لویی کبیر فرانسوی| Lycée Louis-le-Grand) مشغول به تدریس شد.
ماله در سالهای آغازین قرن بیستم، با همکاری ارنست لاویس فرانسوی| Ernest Lavisse) مدیر اکول نرمال سوپریور در تألیف کتاب معظم «تاریخ عمومی» (فرانسوی| Histoire Générale) نقش عمده‌ای ایفا کرد. او در پی انتشار و اقبال این اثر، به سفارش وزارت آموزش و پرورش فرانسه، مأموریت یافت بخش مهمی از تاریخ جهان را از ابتدا تا دورهٔ معاصر، با همکاری ژول ایزاک دیگر تاریخ‌نگار فرانسوی، به رشتهٔ تحریر درآورد. چندین نسل از جوانان فرانسه در نیمهٔ اول قرن بیستم، تاریخ فرانسه و جهان را بر اساس کتابهای درسی ماله و ایزاک آموخته‌اند.
آلبر ماله، همزمان با شروع جنگ جهانی اول، به رغم معافیت کامل در سن پنجاه سالگی به عنوان یک میهن‌پرست به‌طور داوطلبانه به جرگهٔ نظامیان پیوست و در مقام ستوان دوم در هنگ ۲۶۳ پیاده‌نظام فرانسه (فرانسوی| Régiment d'Infanterie) رهسپار جبههٔ جنگ علیه آلمان شد. او در ۲۵ سپتامبر ۱۹۱۵ در جریان یک عملیات هجومی در منطقهٔ تلوس (از توابع پا-دو-کاله واقع در شمال فرانسه) ناپدید شد و پیکرش هرگز پیدا نشد.
در سال ۱۹۳۳، خیابانی در منطقهٔ ۱۲ پاریس به یاد او (به فرانسوی: rue Albert-Malet) نام‌گذاری شد.

## آثار
- «تاریخ عمومی» (۱۹۰۲)؛ ترجمهٔ فارسی تحت عنوان «تاریخ عمومی دنیا»، ترجمه فخرالدین شادمان، تهران: کمیسیون معارف، ۱۳۱۲.
- «تاریخ قرون جدید» (۱۹۰۹)؛ ترجمهٔ فارسی تحت عنوان «تاریخ عمومی دنیا»، ترجمه فخرالدین شادمان، تهران: کمیسیون معارف، ۱۳۱۲؛ چ‍اپ چ‍ه‍ارم: اب‍ن‌س‍ی‍ن‍ا: ۱۳۴۵.
- «جنگ صد ساله: اوضاع فرانسه در سده‌های چهاردهم و پانزدهم میلادی»، ترجمه یوسف رحیم‌لو، تهران: انتشارات حقیقت، ۱۳۳۵.
- «ت‍اری‍خ رم؛ آل‍ب‍ر م‍ال‍ه، ژول ایزاک»، ت‍رج‍م‍ه غ‍لام‍ح‍س‍ی‍ن زی‍رک‌زاده، تهران: کمیسیون معارف، ۱۳۰۹، ۳۷۵ صفحه؛ چاپ جدید ۱۳۸۳: ۹۶۴-۶۵۵۲-۵۶-۰ (دوره)؛ ۹۶۴-۶۵۵۲-۴۷-۱ (ج ۲)
- «ت‍اری‍خ م‍ل‍ل ش‍رق و ی‍ون‍ان؛ آل‍ب‍ر م‍ال‍ه، ژول ای‍زاک»، ت‍رج‍م‍ه عبدالحسین هژیر، تهران: کمیسیون معارف، ۱۳۰۹.
- «ت‍اری‍خ ق‍رون وس‍طی ت‍ا ج‍ن‍گ ص‍د س‍ال‍ه؛ آل‍ب‍ر م‍ال‍ه، ژول ای‍زاک» (۱۹۰۴)، ت‍رج‍م‍ه ع‍ب‍دال‍ح‍س‍ی‍ن ه‍ژی‍ر، تهران: کمیسیون معارف، ۱۳۱۱.
- «تاریخ قرن نوزدهم: معاصر؛ آل‍ب‍ر م‍ال‍ه، ژول ای‍زاک» (۱۹۱۱) ۲ جلد، ترجمه حسین فرهودی، تهران: دنیای کتاب، ۱۳۶۳.
- «تاریخ قرن هیجدهم، انقلاب کبیر فرانسه و امپراتوری ناپلئون، آلبر ماله و ژول ایزاک» (۱۹۲۳–۱۹۳۰)، ترجمه رشید یاسمی، تهران: کمیسیون معارف، 1310.[۱]